# Chénas
Chénas és un municipi francès situat al departament del Roine i a la regió d'Alvèrnia-Roine-Alps. L'any 2007 tenia 469 habitants.

## Demografia

### Població
El 2007 la població de fet de Chénas era de 469 persones. Hi havia 176 famílies de les quals 37 eren unipersonals (8 homes vivint sols i 29 dones vivint soles), 49 parelles sense fills, 82 parelles amb fills i 8 famílies monoparentals amb fills.
La població ha evolucionat segons el següent gràfic:
Habitants censats

### Habitatges
El 2007 hi havia 260 habitatges, 175 eren l'habitatge principal de la família, 33 eren segones residències i 52 estaven desocupats. 256 eren cases i 3 eren apartaments. Dels 175 habitatges principals, 123 estaven ocupats pels seus propietaris, 36 estaven llogats i ocupats pels llogaters i 16 estaven cedits a títol gratuït; 3 tenien dues cambres, 16 en tenien tres, 46 en tenien quatre i 109 en tenien cinc o més. 165 habitatges disposaven pel capbaix d'una plaça de pàrquing. A 77 habitatges hi havia un automòbil i a 90 n'hi havia dos o més.

### Piràmide de població
La piràmide de població per edats i sexe el 2009 era:
| Homes | Edats   | Dones |
| ----- | ------- | ----- |
| 0     | 95 o +  | 0     |
| 4     | 90 a 94 | 4     |
| 0     | 85 a 89 | 0     |
| 0     | 80 a 84 | 0     |
| 4     | 75 a 79 | 12    |
| 12    | 70 a 74 | 12    |
| 8     | 65 a 69 | 12    |
| 4     | 60 a 64 | 4     |
| 20    | 55 a 59 | 8     |
| 20    | 50 a 54 | 28    |
| 16    | 45 a 49 | 16    |
| 12    | 40 a 44 | 12    |
| 16    | 35 a 39 | 12    |
| 16    | 30 a 34 | 32    |
| 16    | 25 a 29 | 8     |
| 12    | 20 a 24 | 12    |
| 4     | 15 a 19 | 4     |
| 16    | 10 a 14 | 12    |
| 20    | 5 a 9   | 24    |
| 16    | 0 a 4   | 24    |

## Economia
El 2007 la població en edat de treballar era de 293 persones, 228 eren actives i 65 eren inactives. De les 228 persones actives 213 estaven ocupades (113 homes i 100 dones) i 15 estaven aturades (7 homes i 8 dones). De les 65 persones inactives 29 estaven jubilades, 24 estaven estudiant i 12 estaven classificades com a «altres inactius».

### Ingressos
El 2009 a Chénas hi havia 197 unitats fiscals que integraven 525 persones, la mediana anual d'ingressos fiscals per persona era de 18.889 €.

### Activitats econòmiques
Dels 14 establiments que hi havia el 2007, 1 era d'una empresa alimentària, 1 d'una empresa de fabricació de material elèctric, 3 d'empreses de construcció, 4 d'empreses de comerç i reparació d'automòbils, 2 d'empreses d'hostatgeria i restauració, 1 d'una empresa immobiliària, 1 d'una empresa de serveis i 1 d'una entitat de l'administració pública.
Dels 5 establiments de servei als particulars que hi havia el 2009, 2 eren guixaires pintors, 1 electricista i 2 restaurants.
L'any 2000 a Chénas hi havia 60 explotacions agrícoles que ocupaven un total de 360 hectàrees.

## Equipaments sanitaris i escolars
El 2009 hi havia una escola elemental.

## Poblacions més properes
El següent diagrama mostra les poblacions més properes.